# مايكل بيكمان
مايكل بيكمان (بالدنماركية: Mikkel Beckmann) (مواليد 24 أكتوبر، 1983 في الدنمارك) لاعب كرة قدم دنماركي يلعب حاليا لصالح نادي راندرز الدنماركي. .

## مسيرته الكروية
لعب مايكل بيكمان خلال مسيرته الاحترافية مع 7 أندية في ستة عشر موسمًا وسجل خلالها 50 هدف ضمن 250 مباراة. حيث فاز في موسم واحد بالكأس وفي موسمين بالدوري.
خاض مايكل بيكمان مسيرته مع نادي لينغبي في موسم 2003–04 ليلعب معه خمسة مواسم، مشاركًا في 91 مباراة سجل خلالها 18 هدفًا. ثم انتقل إلى نادي راندرس في موسم 2008–09 واستمر معه طيلة ثلاثة مواسم، حيث شارك في 64 مباراة سجل خلالها 15 هدفًا. لينتقل بعدها إلى نادي نوردشيلاند في موسم 2011–12 ولمدة موسمين، مشاركًا في 38 مباراة سجل خلالها 12 هدفًا. ثم انتقل إلى نادي أبويل في موسم 2012–13 لمدة موسم واحد، مشاركًا في 12 مباراة سجل خلالها هدفين. هذا وانتقل لاحقًا إلى نادي إلفسبورغ في عامي 2013-2015 ولمدة موسمين، مشاركًا في 29 مباراة سجل خلالها 3 أهداف. ثم انتقل بعدها إلى Hobro IK ‏ في موسم 2014–15 ولمدة موسمين، مشاركًا في 9 مباريات ولم يسجل أي هدف.

## روابط خارجية
- مايكل بيكمان على موقع الاتحاد الدولي (مؤرشف)  (الإنجليزية)
- مايكل بيكمان على موقع الاتحاد الأوربي (الإنجليزية)
- مايكل بيكمان على موقع قاعدة بيانات كرة القدم.إي يو (الإنجليزية)
- مايكل بيكمان على موقع ناشيونال فوتبول تيمز (الإنجليزية)
- مايكل بيكمان على موقع Soccerway.com (الإنجليزية)
- مايكل بيكمان على موقع كووورة
- مايكل بيكمان على موقع AS.com (الإسبانية)